# Blandinia mahasoana
Genre
Synonymes
- Ransonia Blandin, 1979 nec Kramp, 1947

Espèce
Synonymes
- Ransonia mahasoana Blandin, 1979

Blandinia mahasoana, unique représentant du genre Blandinia, est une espèce d'araignées aranéomorphes de la famille des Pisauridae.

## Distribution
Cette espèce est endémique de Madagascar.

## Description
La carapace de la femelle holotype mesure 4 mm.

## Étymologie
Son nom d'espèce lui a été donné en référence au lieu de sa découverte, Mahasoa.
Ce genre est nommé en l'honneur de Patrick Blandin.

## Publications originales
- Blandin, 1979 : Études sur les Pisauridae africaines XI. Genres peu connus ou nouveaux des Iles Canaries, du continent africain et de Madagascar (Araneae, Pisauridae). Revue de Zoologique Africaine, vol. 93, p. 347-375 (texte intégral).
- Tonini, Paulo da Silva, Serpa Filho & Freitas, 2016 : Replacement names for two preoccupied generic names in Arthropoda. Zootaxa, no 4097(1), p. 125-126.